# Vyšný Čaj
Vyšný Čaj (maďarsky Felsőcsáj) je obec na východním Slovensku v okrese Košice-okolí.

## Dějiny
Nález z doby bronzové svědčí o tom, že území současné obce Vyšný Čaj bylo osídleno již v pravěku. V regionu Vyšný čaj – Nižný Čaj byly objeveny nádoby z písčité hlíny i z období raného středověku. To jasně svědčí o slovanském sídlišti datovaném do 9. století.
Na počátku 14. století obec spolu s Nižným Čajem patřila jedné větvi z rodu Aba. Jejím posledním žijícím členem byl Dominik, syn Lacka, s predikátem z Trsteného pri Hornáde (de Nassad). Ten zemřel ještě před rokem 1333 bez mužského potomka. Král Karel Robert daroval roku 1335 jeho majetky palatinovi Vilému Drugethovi. Ten v té době držel hrad Slanec a okolní panství. Patřily mu vsi Trstené pri Hornáde, Ždana, Skároš, Nižný a Vyšný Čaj, Olšovany , Bohdanovce , Košická Polianka, Trstany a čiastka v Krásné nad Hornádom. Také vlastnil území v sousedství vsí Vyšný a Nižný Čaj v Abovské stolici a Šarišské Lužniaky v Šarišskej stolici.
Není známo odkdy a za jakých okolností získali předkové Dominika, syna Lacka, do vlastnictví Nižný Čaj. Jedině víme, že v roce 1270 v popisu panství hradu Füzér (ten je už na maďarské straně v blízkosti jezera Izra), patřilo území Skároš, sousedící s panstvím Füzér, Mikulášovi, synovi Aby, který byl dědem Dominika, syna Lacka. Je známo i to, že Mikuláš, syn Aby se roku 1290 uvádí s predikátem z Olšovian (de Elswa), kde musel mít sídlo. Je tedy více než pravděpodobné, že už v tom čase vlastnil i obce Nižný a Vyšný Čaj, které s Olšovany přímo sousedí. Historik Branislav Varsik nepochybuje, že obě obce existovaly již ve 13. století. Dominik, syn Lacka, měl však dcery a žijící manželku a těm náleželo dědictví, tzv. dievčenská štvrtina. Vilém Drugeth byl proto roku 1337 po delším sporu nucen vrátit tři obce. A tak Klára, dcera Dominika, získala Olšovany a Klára, vdova po Dominikovi, získala Nižný Čaj. Pani Magic, dcera Lacka a sestra Dominika, získala Vyšný Čaj.
O osudu Vyšného Čaje po roce 1337 není nic známo. Až k roku 1427 byly obě vsi (Vyšný i Nižný Čaj) v rukou vdovy po Šimonovi. Soupis z roku 1553 udává, že ve Vyšném Čaji bylo 5 port, čili usedlostí. Obvykle je zvykem počítat s minimálně 5 lidmi na jednu usedlost, což by značilo přibližně 25 obyvatel. K roku 1564 tu bylo 5 a 1/2 porty. Desátkový soupis z roku 1565 vykazuje, že ve Vyšném Čaji žilo 10 sedláků a 3 želiari (chalupníci). Z těchto obyvatel měli jen tři jména slovanského původu, dva maďarského a ostatní nejistého původu. Desátkový registr z roku 1577 udává, že tu žilo 13 sedláků. Mísilo se tu tedy obyvatelstvo slovenské, maďarské a možná i německé. Soupis z roku 1598 uvádí, že ve Vyšném Čaji bylo 12 domů.
V 16. století zde sloužili maďarští kalvinističtí kazatelé, což mělo značný vliv na vývoj národnostního cítění vesničanů. Roku 1577 zde sloužil kalvinistický kazatel Šimon Enizkei. V důsledku povstání, moru a jiných epidemií v 17. a 18. století tu došlo ke značnému vylidnění. V roce 1715 byli ve Vyšném Čaji jen čtyři poddaní sedláci. Po roce 1720 sem začalo přicházet nové obyvatelstvo. Soupis církví a farářů z roku 1746 udává, že se tu mluvilo zhruba půl na půl slovensky a maďarsky. Podle vyznání tu žilo 14 římských a 3 řečtí katolíci, 5 luteránů, 15 kalvinistů a 13 dětí (celkově 50 obyvatel). V roce 1851 žilo v obci 162 římských katolíků, 100 kalvinistů a 15 židů. Tehdy to byla převážně slovenská obec a měla již 277 obyvatel. Roku 1930 tu žilo 315 Slováků, 31 Maďarů a 9 cizinců, celkově 354 vesničanů. V roce 1961 byla ves spojena s okolím asfaltovou silnicí.